# Holý vrch (Mirotická pahorkatina)
Holý vrch (562 m n. m.) se nachází v Mirotické pahorkatině v lesích mezi Lází a Lažanami při údolí Brložského potoka, asi 3 km jihozápadně od Sedlice v okrese Strakonice. Přes svůj název je zalesněný a nevede na něj žádná cesta.